# 205 f.Kr.

## Händelser

### Efter plats

#### Seleukiderriket
- Antiochos III anländer till Persis genom att återvända via de persiska provinserna Arachosien, Drangiana och Karmanien. Därefter leder han ett kort fälttåg till Persiska viken och erhåller en tribut på 500 talenter i silver från invånarna i Gerrha (en merkantilistisk stat vid Persiska vikens östkust.
- Antiochos III återvänder från sina fälttåg i öster, efter att ha besegrat baktrierna och kuvat parterna och därmed återupprättat Alexander den stores erövringar i öster, genom att säkerställa seleukidernas makt efter att ha krossat de upproriska guvernörerna i Medien, Persien och Anatolien. Då han har etablerat ett system av vasallstater i öster antar Antiochos nu den gamla akemenidiska titeln "storkonung" och grekerna, som nu jämför honom med Alexander den store, ger honom tillnamnet "den store", det vill säga Antiochos III Megas.

#### Grekland
- Filip V av Makedonien sluter en tillfällig fred (Freden i Foinike) med Rom på för makedonierna fördelaktiga villkor, vilket gör slut på det första makedoniska kriget. Fördraget befäster formellt Makedoniens fördelaktiga ställning, inklusive dess erövring av Illyrien, men i gengäld ger Filip i praktiken upp sin allians med Hannibal.
- Efter freden går den spartanske kungen Nabis i krig med det achaiska förbundet. Den achaiske generalen Filopoemen utvisar Nabis av Sparta från Messene.
- Freden i Foinike hindrar Filip att expandera västerut till Illyrien och Adriatiska havet, så kungen vänder uppmärksamheten österut till Egeiska havet, där han börjar bygga upp en stor flotta. Efter att ha avslutat det första makedoniska kriget bildar Filip av Makedonien, som ser en chans att besegra Rhodos, en allians med aitoliska och spartanska sjörövare, som börjar anfalla rhodesiska fartyg. Det kretensiska kriget utbryter mellan Filips makedonier, det aitoliska förbundet, flera kretensiska städer (av vilka Olous och Hierapytna är de viktigaste) och spartanska pirater mot Rhodos och sedermera Attalos I:s av Pergamon, Byzantion, Kyzikos, Aten och Knossos styrkor.
- Medan den rhodeiska flottan och ekonomin lider av sjörvarnas härjningar börjar Filip anfalla de landområden, som tillhör Rhodos allierade i Thrakien och omkring Marmarasjön.

#### Romerska republiken
- Publius Cornelius Scipio bestämmer sig djärvt för att strunta i Hannibal i Italien och den politiska oppositionen i den romerska senaten och istället slå till mot de karthagiska fästena i Nordafrika. Scipio reser över till Sicilien med en armé delvis bestående av frivilliga, eftersom senaten inte vill ge honom någon armé.
- Den romerske propraetorn Quintus Pleminius erövrar staden Locri Epizefiri från karthagerna. Hannibals försök att återta staden grusas när Scipios armé dyker upp.
- Scipio skickar den romerske generalen Gaius Laelius till Nordafrika för att förbereda hans invasion.
- En karthagisk armé under Mago Barkas landstiger i Ligurien, där den erövrar Genua och Savona.
- Hannibal reser en tvåspråkig punisk-grekisk inskription, som beskriver hans prestationer, i Juno Lacinia-templet nära Crotone.

#### Egypten
- Egyptens ur-invånare gör uppror mot sina grekiska härskare och detta sprider sig till Övre Egypten.
- Ptolemaios IV dör och efterträds av sin femårige son Ptolemaios V. Dock meddelas kungens död inte offentligt.

## Avlidna
- Ptolemaios IV Filopator, grekisk kung över Egypten som har härskat där sedan 221 f.Kr. och under vars svaga och inkompetenta styre, starkt påverkat av hans favoriter, stor del av det ptolemaiska Syrien har gått förlorat och uppror bland ur-invånarna har börjat störa rikets inre stabilitet (född omkring 238 f.Kr.)
- Zhang Han, kinesisk generaln under Qindynastin